# ピエロ・タルッフィ
ピエロ・タルッフィ（Piero Taruffi 、1906年10月12日 - 1988年1月12日）は、イタリアのローマ出身の元レーシングドライバー。

## 経歴

### オートバイ
オートバイライダーとしてデビューし頭角を現し、1932年にはノートンでヨーロッパ選手権（500cc）のチャンピオンとなった。また1937年にはオートバイでの世界最高速記録を樹立した（279.503 km/h）。

### F1
1950年イタリアグランプリで、地元イタリアのアルファロメオからF1ドライバーとしてデビューした。翌1951年にフェラーリに移籍し、1955年まで所属した。なお1952年スイスグランプリで初優勝を飾った。
1955年にメルセデス・ベンツに移籍したものの、同チームが同年のル・マン24時間レースで200名以上の観客を死傷させる大惨事を起こしモータースポーツから撤退したために、翌1956年は再びイタリアのマセラティに移籍した。
なお、同年後半はイギリスのヴァンウォールに移籍し、同年のイタリアグランプリを持ってF1から引退した。F1における優勝は1回。予選での最高位は2位で、フロントローは4回獲得している。

### 他のレース
1957年のミッレミリア優勝者でもあり、1977年のミッレミリア・ストーリカとして復活するまでの同レース最後の勝者でもある。また、ミッレ・ミリアと並ぶ伝説的なレースであるタルガ・フローリオでも優勝している。

## 日本のモータースポーツへの貢献
1960年代初頭の日本のモータースポーツ黎明期において、日本に本場のヨーロッパ流のモータースポーツを根付かせることに大きく貢献した。1964年に鈴鹿サーキットで開催された「第2回日本グランプリ」の名誉総監督として運営に対するアドバイスを行ったほか、千葉県船橋市に開設された船橋サーキットのコース監修をつとめた。
また、生沢徹や式場壮吉などの、当時の日本人トップレーシングドライバーに対するレーシングドライビングテクニックの講習を行うなど、その貢献は多岐にわたった。晩年まで度々来日している。

## レース戦績

### F1
| 年     | 所属チーム         | シャシー | 1     | 2      | 3       | 4       | 5       | 6     | 7        | 8       | 9   | WDC       | ポイント |
| ------ | ------------------ | -------- | ----- | ------ | ------- | ------- | ------- | ----- | -------- | ------- | --- | --------- | -------- |
| 1950年 | アルファロメオ     | 158      | GBR   | MON    | 500     | SUI     | BEL     | FRA   | ITA Ret* |         |     | NC (60位) | 0        |
| 1951年 | フェラーリ         | 375 F1   | SUI 2 | 500    | BEL Ret | FRA     | GBR     | GER 5 | ITA 5    | ESP Ret |     | 6位       | 10       |
| 1952年 | フェラーリ         | 500      | SUI 1 | 500    | BEL Ret | FRA 3   | GBR 2   | GER 4 | NED      | ITA 7   |     | 3位       | 22       |
| 1954年 | フェラーリ         | 625      | ARG   | 500    | BEL     | FRA     | GBR     | GER 6 | SUI      | ITA DNA | ESP | NC (31位) | 0        |
| 1955年 | フェラーリ         | 555      | ARG   | MON 8* | 500     | BEL DNA | NED     |       |          |         |     | 6位       | 9        |
| 1955年 | ダイムラー・ベンツ | W196     |       |        |         |         |         | GBR 4 | ITA 2    |         |     | 6位       | 9        |
| 1956年 | マセラティ         | 250F     | ARG   | MON    | 500     | BEL     | FRA Ret | GBR   | GER      |         |     | NC (57位) | 0        |
| 1956年 | ヴァンダーヴェル   | VW 2     |       |        |         |         |         |       |          | ITA Ret |     | NC (57位) | 0        |

- 太字はポールポジション、斜字はファステストラップ。(key)
- * : 同じ車両を使用したドライバーに順位とポイントが配分された。

### ル・マン24時間レース
| 年     | チーム              | コ・ドライバー           | 使用車両      | クラス | 周回 | 総合順位 | クラス順位 |
| ------ | ------------------- | ------------------------ | ------------- | ------ | ---- | -------- | ---------- |
| 1953年 | スクーデリ ランチア | ウンベルト・マグリオーリ | ランチア・D20 | S 8.0  | 117  | DNF      | DNF        |